# Mohamadi Loutoufi
Mohamadi Loutoufi, né le 8 février 1974 à Mayotte, est un joueur de handball français évoluant au poste d'ailier droit. Il pèse 70 kg pour 1,67 m.

## Biographie
Formé au club de Tsingoni sur l’île de Mayotte, Mohamadi Loutoufi rejoint dans un premier temps La Réunion et la JSB de Saint-Benoît puis la France métropolitaine et le Paris Handball, au Massy Essonne Handball jusqu’en 2001 puis l'UMS Pontault-Combault HB avec lequel il remporte un titre de champion de D2. Puis en 2005-2006, il tente une aventure d’une saison au Valur Reykjavik en Islande,. Il a ensuite évolué pendant deux saisons avec le club de Tremblay-en-France Handball, de 2006 à 2008 avant de rejoindre le club de Istres Ouest Provence Handball.
La saison 2008-2009 est la plus aboutie de sa carrière puisqu'il remporte la Coupe de la Ligue 2009 en battant en finale le champion Montpellier AHB, puis il est élu meilleur ailier droit du championnat de France 2008-2009,. Il évolue ensuite à partir de 2010 à l'ES Nanterre 92 puis au Cavigal Nice, en Nationale 1.